# Ancient Ceremony
Ancient Ceremony — немецкая симфо блэк-метал-группа, образованная в 1991 году. После 2005 года от группы не поступало никаких новостей и, предположительно, на данный момент она распущена.

## История
Музыкальный коллектив Ancient Ceremony был образован в 1991 году Крисом Андерле и F.J. Krebs с целью соединить экстремальный метал с мрачными пассажами, навевающими ужас. В этом же году к группе примкнули гитарист Дирк Вирц и ударник Крсиоф Мертес, с 1993 года, после того как распалась его основная группа Deformed, ставший постоянным участником Ancient Ceremony. Помимо них после продолжительных поисков в коллективе появился и басист Франк Симон. Подобным составом в 1993 году было записано демо Where Serpents Reign. До этого, однако, группа уже давала концерты: так в июне 1992 года ей удалось сыграть с In Flames, Absu и Impaled Nazarene.В феврале 1994 года Ancient Ceremony записывают EP Cemetery Visions, изданный тиражом в 500 экземпляров. Первоначально релиз распространялся только лишь через членов группы, но впоследствии этим занялся лейбл Alister Records. В 1996 году коллектив заключает договор с Cacophonous Records (предложение поступило со стороны лейбла), на котором осенью 1997 года выходит дебютный полноформатный альбом Under Moonlight We Kiss.
В июне 1998 года из группы уходят гитаристы один из сооснователей F.J. Krebs и Дирк Вирц. Их место в апреле этого же года занимают Патрик Майер и Марк Барбиан. В мае начинается запись грядущего альбома. В качестве исполнительниц женского вокала выступили Синтия Фоллманн и Эрна Сиикавирта. Выход альбома планиурется на октябрь, но потом переносится на декабрь. А В это самое время в сентябре по личным причинам группу покидают гитарист Марк Барбиан, ударник Кристоф Мертес и клавишник Стефан Мюллер. Наконец в конце ноября в студии Danse Macabre под предводительством Брунно Крамма завершилось микширование альбома и в феврале 1999 года вышел второй альбом Fallen Angel's Symphony. Музыка альбома была выдержана в направлении симфоничного блэк-метала с лирикой на темы сатанизма и оккультизма. В январе 2000 года Ancient Ceremony покидают Cacophonous Records.
Февраль 2000 года знаменуется пожаром на репетиционной базе коолектива, в результате этого была уничтожена ударная установка и другой музыкальный инвентарь. По заявлениям правоохранительных органов скорее всего пожар произошёл из-за чьей-то беспечности, однако не был исключён и поджог.Но тем не менее в дальнейшем группа активно концертирует и играет в марте на Metal Clash FestivaIV и God is Dead Festival, в июне на Brno Rock Fest в Чехии, где их выступление было прервано ввиду сообщения о возможном взрыве.

## Лирика
В качестве своих источников вдохновения для написания лирической составляющей музыкальных композиций Крис Андерле называет литературные произведения Алистера Кроули, Фридриха Ницше, Маркиза де Сада, Мэри Шелли, Эдгара По, Джорджа Байрона, Шарля Бодлера, а также некоторые оккультные, сатанинские и магические писания.Помимо этого Крис упоминает и произведения кинематографа: трилогия Омен, Адвокат дьявола, Интервью с вампиром, разные экранизации Дракулы и прочие фильмы ужасов.

## Дискография
- 1993 — Where Serpents Reign (демо)
- 1994 — Cemetary Visions (EP)
- 1997 — Under Moonlight We Kiss
- 1999 — Fallen Angel’s Symphony
- 2000 — Synagoga Diabolica
- 2002 — The Third Testament
- 2005 — P.uritan’s B.lasphemy C.all (EP)